# Saint-Ouen-du-Breuil
Saint-Ouen-du-Breuil és un municipi francès situat al departament del Sena Marítim i a la regió de Normandia. L'any 2007 tenia 749 habitants.

## Demografia

### Població
El 2007 la població de fet de Saint-Ouen-du-Breuil era de 749 persones. Hi havia 257 famílies de les quals 36 eren unipersonals (20 homes vivint sols i 16 dones vivint soles), 59 parelles sense fills, 146 parelles amb fills i 16 famílies monoparentals amb fills.
La població ha evolucionat segons el següent gràfic:
Habitants censats

### Habitatges
El 2007 hi havia 273 habitatges, 265 eren l'habitatge principal de la família, 4 eren segones residències i 3 estaven desocupats. 269 eren cases i 2 eren apartaments. Dels 265 habitatges principals, 206 estaven ocupats pels seus propietaris, 57 estaven llogats i ocupats pels llogaters i 2 estaven cedits a títol gratuït; 6 tenien dues cambres, 22 en tenien tres, 82 en tenien quatre i 155 en tenien cinc o més. 217 habitatges disposaven pel capbaix d'una plaça de pàrquing. A 100 habitatges hi havia un automòbil i a 157 n'hi havia dos o més.

### Piràmide de població
La piràmide de població per edats i sexe el 2009 era:
| Homes | Edats   | Dones |
| ----- | ------- | ----- |
| 0     | 95 o +  | 0     |
| 0     | 90 a 94 | 0     |
| 0     | 85 a 89 | 0     |
| 0     | 80 a 84 | 8     |
| 0     | 75 a 79 | 4     |
| 16    | 70 a 74 | 8     |
| 8     | 65 a 69 | 12    |
| 24    | 60 a 64 | 24    |
| 12    | 55 a 59 | 12    |
| 4     | 50 a 54 | 16    |
| 24    | 45 a 49 | 16    |
| 28    | 40 a 44 | 20    |
| 44    | 35 a 39 | 32    |
| 32    | 30 a 34 | 48    |
| 32    | 25 a 29 | 16    |
| 4     | 20 a 24 | 16    |
| 16    | 15 a 19 | 28    |
| 32    | 10 a 14 | 24    |
| 44    | 5 a 9   | 52    |
| 24    | 0 a 4   | 20    |

## Economia
El 2007 la població en edat de treballar era de 513 persones, 390 eren actives i 123 eren inactives. De les 390 persones actives 375 estaven ocupades (205 homes i 170 dones) i 15 estaven aturades (5 homes i 10 dones). De les 123 persones inactives 44 estaven jubilades, 41 estaven estudiant i 38 estaven classificades com a «altres inactius».

### Ingressos
El 2009 a Saint-Ouen-du-Breuil hi havia 264 unitats fiscals que integraven 758 persones, la mediana anual d'ingressos fiscals per persona era de 19.393,5 €.

### Activitats econòmiques
Dels 18 establiments que hi havia el 2007, 1 era d'una empresa de fabricació d'altres productes industrials, 8 d'empreses de construcció, 4 d'empreses de comerç i reparació d'automòbils, 1 d'una empresa de transport, 1 d'una empresa d'hostatgeria i restauració, 1 d'una empresa immobiliària, 1 d'una empresa de serveis i 1 d'una empresa classificada com a «altres activitats de serveis».
Dels 10 establiments de servei als particulars que hi havia el 2009, 2 eren paletes, 1 guixaire pintor, 2 fusteries, 3 lampisteries, 1 electricista i 1 perruqueria.
L'únic establiment comercial que hi havia el 2009 era una carnisseria.
L'any 2000 a Saint-Ouen-du-Breuil hi havia 12 explotacions agrícoles que ocupaven un total de 474 hectàrees.

## Equipaments sanitaris i escolars
El 2009 hi havia una escola elemental.

## Poblacions més properes
El següent diagrama mostra les poblacions més properes.